# Vivre et laisser vivre
Ne doit pas être confondu avec Vivre et laisser mourir.
Vivre et laisser vivre (également connue sous l'expression anglaise Live and let live) est une formule apparue durant la Première Guerre mondiale lors de fraternisations entre soldats de lignes ennemies. L'exemple le plus connu est probablement la trêve de Noël 1914 entre Britanniques et Allemands.

## Concept
Ce concept initialement révélé par l'historien Tony Ashworth en 1980 montre l'ampleur des ententes entre tranchées ennemies. Ces ententes peuvent prendre la forme de trêves, de l'enterrement commun des morts abandonnés dans le no man's land, de tirs et bombardements à horaires réguliers ou sur cibles fixes, de manière à les rendre inoffensifs, voire de parties de football. La censure pratiquée sur la correspondance des soldats rend difficile l'investigation de ce phénomène, et la mesure de son étendue durant la guerre 1914-1918.
Ce dicton en dialecte alsacien se retrouve mis en avant dans l'ancienne synagogue de Bouxwiller en Alsace, devenue par désaffectation Musée judéo-alsacien : « Lewe un Lewe lonn ».

## Œuvres
L'expression apparaît originellement dans Faust de Goethe, tout au début du « prologue sur le théâtre » :
« Je souhaiterais fort d’être agréable à la foule, principalement parce qu’elle vit et laisse vivre ».
(traduction de Jean-Jacques Porchat - 1860)
Ce concept a inspiré quelques œuvres de fiction littéraires, telles que : Frères de tranchées de Marc Ferro, Malcolm Brown, Rémy Cazals et Olaf Mueller, ou d'œuvres cinématographiques : Joyeux Noël de Christian Carion, La tranchée des espoirs de Jean-Louis Lorenzi.
On retrouve cette phrase à la fin du film Postman prononcé par le bras droit de Kevin Costner.
Également dans le spectacle musical Cabaret de Bob Fosse et Sam Mendes, le personnage d'Emcee prononce à plusieurs reprises ce dicton en allemand « Leben und Leben Lassen ».